# STS-61-H
STS-61-H, voluit Space Transportation System-61-H, was een oorspronkelijke space shuttlemissie die drie commerciële satellieten in de ruimte moest krijgen en die door de Columbia uitgevoerd zou worden, maar werd geannuleerd omdat de Challenger verongelukte na de lancering op 28 januari 1986.

## Bemanning
De bemanning zou bestaan uit:
- Commandant: Michael L. Coats
- Piloot: John Blaha
- Missiespecialist 1: Anna L. Fisher
- Missiespecialist 2: James F. Buchli
- Missiespecialist 3: Robert C. Springer
- Missiespecialist 4: Nigel Wood (Engeland)
- Missiespecialist 5: Pratiwi Sudarmono (Indonesië)